# Edward Sznajder
Edward Sznajder (ur. 29 października 1920 w Krakowie, zm. 29 października 1978 w Warszawie) – polski działacz gospodarczy i sportowy, minister handlu wewnętrznego (1965–1972), a następnie minister handlu wewnętrznego i usług (1972–1975).

## Życiorys
Syn Edwarda i Florentyny, uzyskał wykształcenie średnie ekonomiczne. W latach 1939–1941 był robotnikiem w Krakowie, po czym został pracownikiem umysłowym w krakowskim Urzędzie Budowlanym. W 1945 został szefem działu w Zjednoczeniu Przemysłu Materiałów Budowlanych w Krakowie, a w 1947–1949 dyrektorem naczelnym Zakładów Przemysłu Wapiennego w Krakowie. Od 1949 dyrektor finansowo-administracyjny Centralnego Zarządu Przemysłu Mineralnego, następnie w latach 1950–1952 dyrektor departamentu w Ministerstwie Przemysłu Lekkiego, a w okresie 1957–1958 dyrektor Zjednoczenia Przemysłu Wapienno-Gipsowego.
W 1948 wstąpił do Polskiej Partii Robotniczej i Polskiej Zjednoczonej Partii Robotniczej, w latach 1971–1975 był zastępcą członka Komitetu Centralnego PZPR.
Od 1952 do 1955 wiceprezes Centralnego Urzędu Gospodarki Materiałowej, następnie zastępca przewodniczącego Państwowej Komisji Planowania Gospodarczego (1955–1956) oraz Komisji Planowania przy Radzie Ministrów (1957, 1963–1965, 1975–1978). W latach 1957–1963 podsekretarz stanu w Ministerstwie Handlu Wewnętrznego, a od 1965 do 1972 minister. W 1972 stanął na czele Ministerstwa Handlu Wewnętrznego i Usług, urząd ministra pełnił do 1975. W 1978 pełnił funkcję podsekretarza stanu w Urzędzie Gospodarki Materiałowej.
W trakcie ministerialnej kadencji budowano nowoczesne domy handlowe, np. Supersam oraz wdrożono eksperyment sądecki.
W roku 1962 był pełnomocnikiem rządu ds. organizacji mistrzostw świata w narciarstwie FIS, które odbyły się w Zakopanem.
W latach 1962–1967 był prezesem Polskiego Związku Szermierczego i za jego kadencji na tym stanowisku polska szermierka święciła największe triumfy, sukcesy odnosili tacy mistrzowie, jak Wojciech Zabłocki, Ryszard Parulski, Jerzy Pawłowski, Ryszard Zub. Od 1976 do śmierci w wypadku samochodowym był prezesem Polskiego Związku Piłki Nożnej.
Żonaty ze Stefanią Sznajder z domu Mróz (1922-2009).

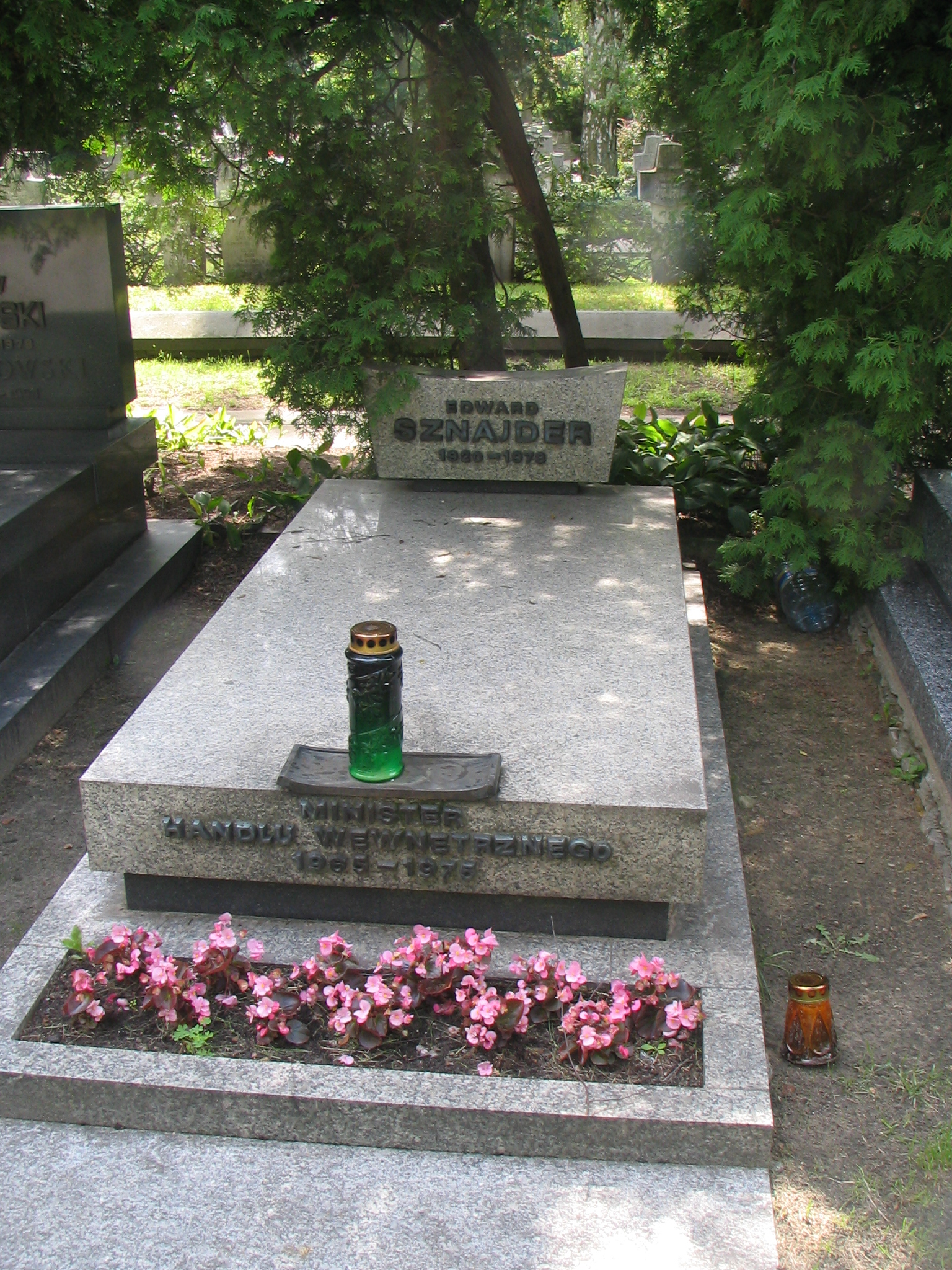
Grób Edwarda Sznajdra na Powązkach; Warszawa, 22 lipca 2008

Pochowany na cmentarzu Powązki Wojskowe w Warszawie (kwatera B4-tuje-5).

## Odznaczenie
- Order Sztandaru Pracy I klasy (1969)[5]
- Krzyż Oficerski Orderu Odrodzenia Polski (1954)[6]
- Złoty Krzyż Zasługi (1952)[7]
- Medal 10-lecia Polski Ludowej (1954)[8]
- Złoty Medal „Za zasługi dla obronności kraju” (1973)[9]
- Odznaka 1000-lecia Państwa Polskiego (1966)[10]
- Odznaka „Zasłużony Działacz Kultury Fizycznej” (1963)[11]
- Odznaka "Za Zasługi dla Kielecczyzny" (1974)[12]